# تريفور لاك
تريفور لاك (بالإنجليزية: Trevor Lake)‏ (2 يناير 1968 في المملكة المتحدة - ) هو لاعب كرة قدم بريطاني في مركز حراسة المرمى. لعب مع كولتشستر يونايتد وStanway Rovers F.C. ‏.